# Constantin Popovici (sportiv)
Constantin Popovici (n. 2 octombrie 1988, București, România) este un săritor în apă român specializat în săriturile de pe platformă.

## Carieră
La proba de platformă 10 metri de la Jocurile Olimpice de vară din 2008, el s-a clasat pe locul 23 la general. A câștigat mai multe medalii în cadrul Seriei Mondiale Red Bull Cliff Diving și a câștigat medalia de bronz la proba de sărituri de la 27 de metri înălțime la Festivalul Acvatic de la Abu Dhabi în 2021. El este campionul european în 2022 la sărituri de la 27 de metri înălțime. La Campionatele Mondiale de Natație din 2023 a cucerit medalia de aur. La ediția din 2025 a obținut medalia de bronz.